# Гросс, Эд
Эдвин Т. (Эд) Гросс (англ. Edwin T. (Ed) Gross; 19 сентября 1916 — 29 июня 1985, Сиэтл, Вашингтон) — американский гимнаст. Серебряный призёр летних Олимпийских игр 1932 года.

## Биография
Эд Гросс родился 19 сентября 1916 года.
Выступал в гимнастических соревнованиях за спортивный клуб Лос-Анджелеса. Начал участвовать в турнирах, когда ему ещё не исполнилось 16 лет и он был десятиклассником.
В 1932 году вошёл в состав сборной США на летних Олимпийских играх в Лос-Анджелесе. Завоевал серебряную медаль в акробатических прыжках, набрав по сумме двух упражнений 56,0 балла и уступив Роулэнду Вулфу из США.
В 1933 году стал чемпионом США в акробатических прыжках.
Умер 29 июня 1985 года в американском городе Сиэтл.